# Macrolobium evenulosum
Macrolobium evenulosum är en ärtväxtart som beskrevs av John Macqueen Cowan. Macrolobium evenulosum ingår i släktet Macrolobium och familjen ärtväxter. Inga underarter finns listade i Catalogue of Life.